# Jean André Rochoux
Jean-André Rochoux, né le 27 mai 1787 à Argenton-sur-Creuse et mort le 1er avril 1852 à Paris, est un médecin et philosophe français.

## Biographie
Il fait ses études de médecine à la faculté de médecine de Paris, est reçu interne en 1807 et soutient sa thèse en 1812. Il devient un médecin réputé, collabore à des publications médicales et est élu membre de l'Académie de médecine. Bon connaisseur des maladies tropicales pour avoir passé cinq années en Guadeloupe, il est choisi en 1822 par le gouvernement français pour étudier en Espagne l'épidémie de fièvre jaune. Il est aussi connu pour avoir nié, selon une croyance médicale de l'époque, la présence de sucre dans le sang des diabétiques.
Il poursuit en même temps des travaux de philosophie. Avant la diffusion du matérialisme allemand ou matérialisme évolutionniste ( Carl Vogt, Ludwig Büchner) en France, il s'inspire de l'épicurisme pour proposer une philosophie naturelle qui énonce un immanentisme.
Jean-André Rochoux repose à Argenton-sur-Creuse.

## Œuvres
- Recherches sur l'apoplexie et sur plusieurs autres maladies de l'appareil nerveux cérébro-spinal, thèse pour le doctorat en médecine, 1813 ; nouvel ouvrage en 1833.
- Recherches sur la fièvre jaune, Béchet Jeune, Paris, 1822.
- De l'épicurisme et de ses principes applicables, thèse, 1831.
- Principes des philosophie naturelle, appuyés sur des observations microscopiques, 1842.
- Épicure opposé à Descartes, 1843.